# Южноамерикански котки
Южноамериканските леопардови котки (Leopardus), известни още като тигрови котки, са род петнисти хищници от семейство коткови (Felidae) разпространени в Южна и Централна Америка на север до Южните щати. Представителите на настоящия род са еволюционен продукт възникнал в резултат на големия американски обмен на видове. Съдейки по наименованието им тези котки не бива да се бъркат нито с Леопарда, нито с Тигъра или единствения южноамерикански представител на Пантеровите - Ягуара. От друга страна разпространението им се припокрива отчасти с това на сродните американски пуми (Puma) и рисове (Lynx).

## Класификация
Видовете обединени днес в общ род южноамерикански котки в миналото са класифицирани от таксономите по различен начин. Едва в началото на 21 век след провеждане на генетични изследвания всички познати днес видове са обединени в род Leopardus.
Първоначално видовете са класифицирани в род Felis. На по-късен етап котката на Жофроа, кодкод и пампасната котка с трите съвременни вида са отделени в нов самостоятелен род Oncifelis. В други класификации Oncifelis е разглеждан като подрод в род Felis, а пампасната котка нерядко е отделяна в самостоятелен род или подрод Lynchailurus. Андската котка е отделена в монотипен род Oreailurus.
В резултат на генетични изследвания проведени сред южноамериканските котки е установено близкото родство между седемте съвременни вида. Така всички видове, включително и котката на Жофроа днес повечето класификации представят в общ род Leopardus. Пампасната котка, която е разглеждана като вид с огромен ареал на разпространение е разделена на три отделни вида (colocolo, pajeros и braccatus). Всеки от новообособените видове притежава и по няколко подвида.
За пръв път името Leopardus се използва от Simpson (1945) като монотипен подрод във Felis с един вид в него – оцелота, а Cabrera (1958, 1961) също го определя като подрод, но включва и маргай, кодкод, онцила и котката на Жофроа. Едва Weigel (1972) нарежда Leopardus като самостоятелен род.
- семейство Felidae – Котки
  - подсемейство Felinae – Мъркащи котки
    - род Leopardus – Южноамерикански леопардови котки
      - Leopardus colocolo – Колоколо, пампасна котка
      - Leopardus pajeros – Пампасна котка
      - Leopardus braccatus – Пантаналска котка
      - Leopardus geoffroyi – Котка на Жофруа
      - Leopardus guigna – Кодкод, чилийска котка, гуиня
      - Leopardus jacobitus – Андска котка
      - Leopardus pardalis – Оцелот, леопардова котка
      - Leopardus tigrinus – Онцила, тигрова котка, тигрило
      - Leopardus wiedii – Маргай, дългоопашата (тигрова) котка, дървесен оцелот